# Bohuskulla
La bohuskulla est une race bovine suédoise. 

## Origine
Elle appartient au rameau des races nordiques. C'est une race ancienne directement issue des populations élevées par les Vikings. Elle provient des montagnes du sud-ouest de la Suède. Le livre généalogique a été ouvert en 1993 avec 15 individus à sauvegarder. Un programme de préservation l'a accompagné. En 1997, 9 vaches et 4 taureaux étaient répertoriés.

## Morphologie
Elle porte une robe blanche plus ou moins tachetée de rouge ou de noir. Ses muqueuses et les oreilles sont noires et elle ne porte pas de cornes. C'est une vache de taille réduite 125 cm au garrot pour 425 kg. Le taureau mesure 135 cm pour 600 kg.

## Aptitudes
C'est une race classée laitière. Elle est très bien adaptée au climat froid. Elle ne joue aucun rôle économique, sa préservation étant le but essentiel de l'élevage.